# Cayratia imerinensis
Cayratia imerinensis là một loài thực vật hai lá mầm trong họ Nho. Loài này được (Baker) Desc. miêu tả khoa học đầu tiên năm 1961.